# Pavao, ruski car
Pavao I. (Sankt-Peterburg, 1. listopada 1754. – Sankt-Peterburg, 23. ožujka 1801.) je bio ruski car od 1797. godine i de facto veliki meštar Malteških vitezova od 1799. godine.

## Obitelj
Pavao Petrovič je jedini ruski car rođen u Petrogradskoj Ljetnoj palači. Njegovi roditelji su bili budući carevi Petar III. i Katarina Velika. Nakon što mu je majka u puču preuzela vlast u Rusiji, a potom i ubila oca ona je počela davati izjave kako Pavlu otac nije Petar III. nego njen bivši ljubavnik. Još u XIX. stoljeću tu priču nitko nije uzimao ozbiljno zbog velike fizičke sličnosti oca i sina, kao i zbog datuma rođenja. Da je 1754. godine Katarina II. rodila sina ljubavniku i podmetnula ga kao princa bila bi pogubljena od tada vladajuće carice Elizabete. Pavlovo djetinjstvo u prvih sedam godina života prolazi pod potpunom kontrolom stare carice nakon čije smrti 1762. godine dolazi do borbe između njegovih roditelja koju dobiva majka.

## Prijestolonasljednik
Odnos budućeg cara s majkom je uvijek bio po sistemu toplo-hladno. Ona mu je dala obrazovanje dostojno princa i postavila ga u carski savjet ali s druge strane.... Dok je Pavao još uvijek bio dijete britanski veleposlanik je o stanju na dvoru izjavio kako bi Katarina najrađe ubila sina, ali se plašila političkih posljedica. On sam je živio sa sjećanjem na sudbinu oca i strah da će se tako nešto njemu dogoditi. Pred samim carskim savjetom on kao dvadesetogodišnjak optužuje majku za pokušaj trovanja nakon čega biva iz njega izbačen.  Bez obzira na ta sva neslaganja Katarina mu kao što je običaj toga doba dogovara vjenčanja. Prvo će završiti ženinom smrću pri porodu, dok drugo vjenčanje sa Sofijom Dorotejom postiže veliki uspjeh. Sveukupno oni će tijekom dvadeset i pet godina braka imati desetoro djece koja se vremenski pravilno raspoređuju u periodu od dvadeset godina. Kao nagradu za to što je postala baka carica mu daruje velike zemljišne posjede na koje se može slobodno povući iz Petrograda. 
Koliko god su djeca donijela sreću Pavlu i supruzi, ona mu ubrzo postaju problem i stvaraju ponovni paranoični strah. Zbog opće znanog neslaganja s majkom pojavila se tada prijetnja da će carica izbaciti Pavla iz reda nasljeđivanja kako bi predala vlast svome najstarijem unuku Aleksandru. Ta stvarna ili izmišljena prijetnja se na kraju nikada nije ostvarila pošto Katarina Velika umire naglo od udara 17. studenog 1796. godine. Tijekom posljednjih trenutaka majčinog života Pavao pretražuje palaču tražeći njen testament kako bi ga uništio.

## Car
Zbog svog straha pretrpljenog oko nasljeđivanja prvi potez novoga cara postaje donošenje zakona kojim se obvezatno određuje da se kruna nasljeđujem s oca na najstarijeg sina ili ako nema djece s brata na brata uzimajući također u obzir godine starosti. Kao što su osnovni razlog te odluke bile traume iz mladosti tako će i dobar dio drugih odluka također od tuda izaći. Odgovor na skandalozni, nemoralni dvor majke kojega je ogovarala cijela Europa postaje poziv Pavlu na pridržavanja strogih moralnih viteških vrijednosti s uzorom u tadašnjim vitezima Malte. Oni koji se toga nisu držali padaju ubrzo u nemilost. Među njima će biti gotovo 350 ruskih generala i maršala dok u isto vrijeme traje veliki rat protiv Napoleona. Kako mu je ubijeni otac Petar III. bio "zaljubljen" u sve prusko tako je i Pavao još kao princ iskazivao identično stajalište možda čak samo radi inata majci. Bez obzira na to ovo kao i sva druga njegova stajališta će imati veliki utjecaj na rusku politiku tijekom njegove vlasti.

## Ratovi
Bez obzira na svoje prvobitno razmišljanje o revolucionarnoj Francuskoj njeni za njega lično uvredljivi potezi dovode do objave ratu na strani Velike Britanije, Turske i Austrije. Kritični trenutak koji dovodi do te odluke postaje Napoleonova aneksija države vitezova Malte 1798. godine. Taj grijeh je za Pavla bio neoprostiv i on u veljači 1799. godine šalje svoju vojsku pod zapovjedništvom Aleksandra Suvorova u napad. U tri bitke te godine njegova vojska će potpuno osloboditi Italiju od okupacije. Nakon ovog uspjeha ruska vojska dobiva naređenje da oslobodi zajedno s austrijancima Švicarsku, što završava neuspjehom. Uspješno upravljanje armijom od strane Suvorova donosi mu titulu generalisimusa i povlačenje kući pošto se politička situacija tada promijenila.
Kako je oslobađanje Malte bio osnovni cilj politike Pavla u trenutku njenog ispunjavanja uz pomoć tamošnje narodne pobune ruski car koji je tada ujedno i Veliki Meštar Malte zahtjeva vraćanje njene nezavisnosti. Velika Britanija koja je opću situaciju u Europi iskoristila za aneksiju ovog otoka to odbija što dovodi do stvaranja mira između Napoleona i Pavla. Kada postaje jasno nakon nekoliko mjeseci dopisivanja da London nikada neće vratiti Malti nezavisnost ruski car naređuje svojoj vojsci da napadne Britansku Indiju. Na ovaj pohod će krenuti iz europskog dijela Rusije u siječnju 1801. godine vojska od 22507 kozaka. Sveukupni broj vojnika koji bi se po vojnim planovima trebao pridružiti invaziji je 100 tisuća.

## Puč
Pavao radi svoje politike nikada nije bio popularan među plemićima. Njegovo zahtijevanje moralnog ponašanja kao i povećanja prava seljaka je njima bilo nešto potpuno neprihvatljivo. Ako se tim nezadovoljnim plemićima dodaju i nezadovoljni časnici koji su dobili otkaze radi ponašanja koje nije u skladu s njihovim činom stvara se odmah mogućnost zavjere. Tu mogućnost je odlučila ostvariti Velika Britanija kada je postalo očito da će joj trenutačni car objaviti rat. Srce te zavjere su postali Britanski general u ruskoj službi Levin August i Olga Zubov preko koje je navodno stigao novac. Prije samog državnog udara oni su obavijestili careva sina Aleksandra i zatražili njegovo mišljenje. Pošto se nije protivio odlučilo se realizirati ubojstvo cara 23. ožujka 1801. godine. Toga dana zavjerenici su prodrli u carevu sobu i pokušali ga prisiliti na abdikaciju. Kako je on to odbio udarili su ga mačem i potom ugušili. Po izvršenom djelu Nikola Zubov brat Olge je ušao u drugu sobu gdje se nalazio prestolonasljednik Aleksandar i obavijestio ga da je on od ovog trenutka car. Svi zavjerenici će kasnije biti pomilovani od strane novog cara s prilično neobičnim izuzetkom Olge. Ona će pobjeći na britanski dvor gdje postaje ljubavnica tamošnjeg prestolonasljednika i budućeg kralja Georga IV. kojemu će roditi istoimeno vanbračno dijete.

## Djeca
Iz braka sa Sofijom Dorotejom Pavao je imao sljedeću djecu:
- Aleksandar I. ( 12. prosinca 1777. – 19. studenog 1825. ) car Rusije
- Konstantin    ( 27. travnja 1779. – 15. lipnja 1831. ) car Rusije
- Aleksandra     ( 9. kolovoza 1783. – 16. ožujka 1801. ) udala se za sina cara Leopolda
- Elena          ( 24. prosinca 1784. – 24. rujna 1803. ) udala se za sina vojvode od Mecklenburga
- Marija         ( 4. veljače 1786. – 23. lipnja 1859. )
- Katarina       ( 21. svibnja 1788. – 19. siječnja 1831. ) suprug Vilim I., kralj Wuertenberga
- Olga           ( 22. srpnja 1792. – 26. siječnja 1795. )
- Ana            ( 18. siječnja 1795. – 1. ožujka 1865. ) suprug Vilim II., kralj Nizozemske
- Nikola I.       ( 25. lipnja 1796. – 18. veljače 1855. ) car Rusije
- Mihajlo        ( 8. veljače 1798. – 9. rujna 1849. )

| Prethodnik:     | ruski car | Nasljednik:   |
| Katarina Velika | ruski car | Aleksandar I. |